# Volvo RM12
O  Volvo RM12 é um motor a reação de baixa razão de diluição (Bypass ratio (BPR) em inglês)  e pós-combustão, desenvolvido para o avião de combate JAS 39 Gripen. Este é uma versão do motor General Electric F404, o RM12 foi produzido pela Volvo Aero (agora GKN Aerospace Engine Systems).